# Shell (számítástechnika)
A számítástechnikában a shell, magyarul héj egy felhasználói felület, amely által hozzáférhetünk az operációs rendszer szolgáltatásaihoz. Általában a rendszerhéjak parancssori felületet (CLI) vagy grafikus felhasználói felületet (GUI) használnak, a számítógép szerepétől és az adott művelettől függően.
A shell, avagy héj elnevezés abból ered, hogy ez a felhasználói felület az operációs rendszer kernelének legkülső rétege.
A CLI-héjak a felhasználótól valamennyi jártasságot várnak parancsok terén, és a hívó szintaxis ismeretét.
A grafikus héjak használata egyszerűbb, ezáltal kezdő felhasználók számára ajánlottak.

## Áttekintés
Az operációs rendszerek különféle szolgáltatásokat nyújtanak a felhasználók számára, ideértve a fájlkezelést, a folyamatirányítást (alkalmazások futtatása és leállítása), a kötegelt – batch – feldolgozást, valamint az operációs rendszer megfigyelését és konfigurálását.
A legtöbb operációs rendszer héja nem közvetlen interfész az alapul szolgáló kernelhez, még akkor sem, ha a héj a felhasználóval közvetlenül, a számítógéphez csatlakoztatott perifériás eszközökön keresztül kommunikál. A héjak valójában speciális alkalmazások, amelyek ugyanolyan módon használják a kernel API-t, mint más alkalmazási programok. Egy héj kezeli a felhasználó-rendszer interakciót azáltal, hogy felszólítja a felhasználót a bevitelre, értelmezi a bemenetet, majd kezeli az alapul szolgáló operációs rendszer kimenetét (hasonlóan a read-eval – print loop, REPL). Mivel az operációs rendszer héja valójában egy alkalmazás, a legtöbb operációs rendszerben könnyen helyettesíthető egy másik hasonló alkalmazással.
A helyi rendszereken futó héjakon kívül a távoli rendszereket a helyi felhasználók számára is elérhetővé tehetik; az ilyen megközelítéseket általában távoli hozzáférésnek vagy távoli adminisztrációnak nevezik. A távoli hozzáférés kiterjedt az Unix-szerű rendszerekre és a Microsoft Windowsra is. Kezdetben többfelhasználós nagyszámítógépeken, minden aktív felhasználó számára elérhető szöveges alapú felhasználói felületeket biztosítottak. Ehhez egyidejűleg egy sor terminál vagy modem segítségével a nagyszámítógépekhez csatlakoztatott szöveges terminált alkalmaztak. Unix-szerű rendszereken a Secure Shell protokollt általában a szövegalapú héjakhoz használják, míg az SSH az X Window System alapú grafikus felhasználói felületekhez (GUI) használható. A Microsoft Windows rendszeren a Remote Desktop Protocol használható GUI távoli hozzáférés biztosításához. A Windows Vista és a PowerShell Remote szöveges alapú távoli eléréshez használható WMI, RPC és WS-Management segítségével.
A legtöbb operációs rendszer héja két kategóriába tartozik: parancssori és grafikus. A parancssori héjak parancssori felületet (CLI) biztosítanak az operációs rendszer számára, míg a grafikus héjak grafikus felhasználói felületet (GUI) biztosítanak. Egyéb lehetőségek, bár nem ilyen általános módon, de tartalmazzák a nem CLI, a hang és szöveg alapú felhasználói felület (TUI) különféle megvalósításait. A CLI- és GUI-alapú héjak relatív érdemeiről gyakran vitatkoznak.

## Szöveges (CLI) héjak
A parancssori felület (CLI) egy operációs rendszer héja, amely billentyűzeten gépelt alfanumerikus karaktereket használ az utasítások és adatok interaktív továbbításához az operációs rendszerhez. Például egy távíró a billentyűleütéseket ábrázoló kódokat küldhet a számítógépen futó parancsértelmező programnak; a parancsértelmező elemzi a billentyűleütések sorozatát, és hibaüzenettel válaszol, ha nem ismeri fel a karaktersorozatot, vagy végrehajthat más programműveleteket, például betöltheti az alkalmazási programot, felsorolhat fájlokat, bejelentkezhet egy felhasználói fiókba és még sok mást is csinálhat.
Az olyan operációs rendszerek, mint a UNIX, sokféle héjprogrammal rendelkeznek, különféle parancsokkal, szintaxissal és képességekkel. Néhány operációs rendszernek csak egy parancssori felülete van; az árucikkek operációs rendszerei, mint például az MS-DOS, szokásos parancsfelülettel jöttek létre, de gyakran rendelkezésre álltak harmadik féltől származó interfészek is, amelyek kiegészítő funkciókat vagy funkciókat kínálnak, mint például a menübeállítás vagy a program távoli végrehajtása.
Az alkalmazási programok végrehajthatják a parancssori felületet is. Például Unix-szerű rendszerekben a telnet program számos parancsot tartalmaz a távoli számítógépes rendszerhez való kapcsolat vezérlésére. Mivel a program parancsai ugyanolyan billentyűleütésekkel készülnek, mint a távoli számítógépre küldött adatok, a kettő megkülönböztetéséhez bizonyos eszközökre van szükség. Egy bizonyos küldetésmegszakító rendszer (escape system) meghatározható speciális billentyűleütéssel, amely soha nem kerül továbbításra, de a helyi rendszer mindig értelmezi. A program modálissá válik, átváltva a billentyűzetről kapott parancsok értelmezésére vagy a feldolgozásra kerülő adatok továbbítására.
Számos parancssori héj jellemzője a parancssorozatok mentése az újrafelhasználás céljából. Az adatfájl olyan parancsok sorozatait tartalmazhatja, amelyeket a CLI követhet úgy, mintha egy felhasználó írná be őket. A CLI különleges jellemzői alkalmazhatók e tárolt utasítások végrehajtásakor. Az ilyen kötegelt fájlok (szkript fájlok) többször felhasználhatók, például  rutinműveletek automatizálására. Ilyen, ha egy programkészletet inicializálunk a rendszer újraindításakor. A héjak kötegelt módú használata általában a programozási nyelvek struktúráit, feltételeit, változóit és egyéb elemeit foglalja magában; egyesek nem rendelkeznek ilyen célra konkrét elemekkel, mások nagyon kifinomult programozási nyelvek már önmagukban is. Ezzel szemben néhány programozási nyelv interaktív módon használható az operációs rendszer héjában vagy egy erre a célra épített programban.
A parancssori héj olyan funkciókat kínálhat, mint a parancssori kitöltés, ahol az értelmező a felhasználó által beírt néhány karakter alapján kibővíti a parancsokat. A parancssori tolmács előzményfunkciót kínálhat, így a felhasználó visszahívhatja a rendszernek korábban kiadott parancsokat, és megismételheti azokat, esetleg néhány szerkesztéssel. Mivel az operációs rendszer minden parancsát a felhasználónak kellett gépelnie, a rövid parancsnevek és a kompakt rendszerek a programopciók ábrázolásához voltak általánosítások. A rövid neveket néha nehéz volt visszahívni a felhasználónak, a korai rendszereknek pedig hiányoztak a tárolási erőforrások ahhoz, hogy részletes online felhasználói útmutatót biztosítsanak.

## Grafikus (GUI) héjak
A grafikus héjak (vagy asztali héjak) eszközöket biztosítanak a grafikus felhasználói felületen (GUI) alapuló programok manipulálásához, lehetővé téve olyan műveleteket, mint például az ablakok megnyitása, bezárása, áthelyezése és átméretezése, valamint az ablakok közötti fókuszváltás. A grafikus héjak beépíthetők az asztali környezetekbe, vagy külön, lazán összekapcsolt segédprogramokként is létezhetnek.
A legtöbb grafikus felhasználói felület egy elektromos “íróasztalként” jelenik meg, ahol az adatfájlokat mappák illusztrálják és az alkalmazások, programok is grafikusan vannak ábrázolva ahelyett, hogy parancsokkal érnénk el őket.

### Unix jellegű rendszerek
Grafikus héjak általában ablak-paradigmát megvalósító  felhasználói felületre épülnek. Az X Window System, illetve a Wayland esetében a héj egy X window managerből vagy egy Wayland compositorból áll, illetve egy vagy több programból, amelyek a telepített alkalmazások elindításának, a nyitott ablakok és a virtuális asztalok kezelésének, valamint a widget-motor támogatásának a funkcióját biztosítják.
A macOS esetében az ablak-paradigmát a Quartz valósíthatja meg, ilyenkor a héj a Finderből, Dockból, a SystemUIServerből és a Mission Controlból áll.

### Microsoft Windows
A Microsoft Windows operációs rendszer újabb verziói már a Windows rendszerhéjat használják. A Windows Shell biztosítja az ismerős asztali környezetet, a Start menüt és a tálcát, valamint egy grafikus felhasználói felületet az operációs rendszer fájlkezelési funkcióinak eléréséhez. A régebbi verziók tartalmazzák a Programkezelőt is, ami a Microsoft Windows 3.x sorozatának héja volt, amely a Windows 95-ös és NT-s verziójának későbbi verzióinál és a Windows XP-nél is használatban maradt. A Windows 1. és 2. verziójának interfészei jelentősen különböznek egymástól.
Az asztali alkalmazásokat héjaknak is tekinthetjük, feltéve, hogy harmadik fél motorját használják. Hasonlóképpen, a sok elégedetlen fejlesztő és felhasználó megalkotta Windows Explorer szoftvert, amely megváltoztatja a héj működését és megjelenését, és akár teljesen helyettesítheti is. A StarDock által készített WindowBlinds jó példája a korábbi alkalmazásoknak. Utóbbi jó példái a LiteStep és az Emerge Desktop.
Az interoperabilitási programok és a célra tervezett szoftverek lehetővé teszik a Windows felhasználók számára, hogy a többféle Unix-alapú grafikus felhasználói felületek ekvivalenseit, valamint a Macintosh szoftvert használják. Az OS/2 Presentation Manager 3.0 verziójának megfelelője futtathat bizonyos OS/2 programokat bizonyos feltételek mellett az OS/2 környezeti alrendszer használatával a Windows NT verzióiban.

## A kifejezés egyéb felhasználási módjai
A "Shell" kifejezést néha használják az olyan alkalmazási szoftverek leírására is, amelyek egy adott összetevő körül "épülnek", például a böngészők és az e-mail-kliensek, analógiában a természetben található héjakkal. Ezeket néha "csomagolóknak" is nevezik.
A szakértői rendszerekben a héj egy olyan szoftverdarab, amely "üres" szakértői rendszer, anélkül, hogy tudná az alapot bármelyik alkalmazáshoz.

## Fordítás
- Ez a szócikk részben vagy egészben  a   Shell (computing) című angol Wikipédia-szócikk ezen változatának fordításán alapul.  Az eredeti cikk szerkesztőit annak laptörténete sorolja fel. Ez a jelzés csupán a megfogalmazás eredetét és a szerzői jogokat jelzi, nem szolgál a cikkben szereplő információk forrásmegjelöléseként.